# Гриццана-Моранді

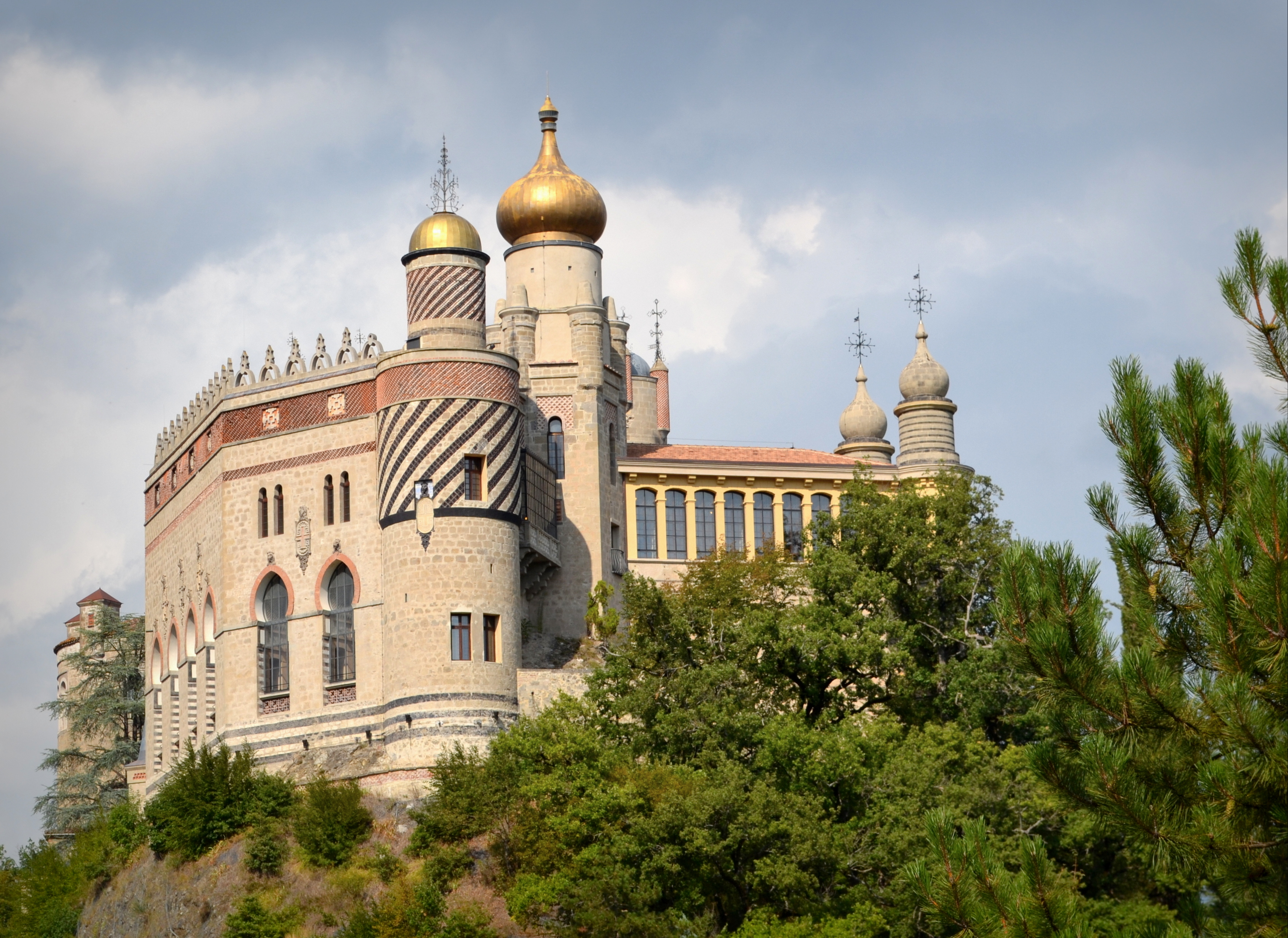
Рокетта Маттеі

Гриццана-Моранді, Ґриццана-Моранді (італ. Grizzana Morandi) — муніципалітет в Італії, у регіоні Емілія-Романья, метрополійне місто Болонья. До історичної назви Гриццана в 1985 році додали прізвище художника Джорджо Моранді,що часто там проживав.
Гриццана-Моранді розташована на відстані близько 290 км на північ від Рима, 32 км на південний захід від Болоньї.
Населення — 3921 особа (2014).

## Демографія
Населення за роками:

Станом на 1 січня 2023 року в муніципалітеті офіційно проживав 431 іноземець з 53 країн, серед них 129 громадян країн Євросоюзу та 9 громадян України.

## Визначні місця
- Палац ,що нагадує фортецю Рокетта Маттеі (іт.Roccetta Mattei) в неомавританському та стилі еклектик
- Церква Санта Маріа Ассунта, побудована за проектом фінського архітектора Альвара Аальто

## Сусідні муніципалітети
- Камуньяно
- Кастель-ді-Казіо
- Кастільйоне-дей-Пеполі
- Гаджо-Монтано
- Марцаботто
- Монцуно
- Сан-Бенедетто-Валь-ді-Самбро
- Вергато